# Saint-Pierre-Tarentaine

Saint-Pierre-Tarentaine este o comună în departamentul Calvados, Franța. În 1 ianuarie 2018 avea o populație de 376 de locuitori.